# Bikoro
Bikoro est une localité, chef-lieu du territoire de Bikoro, dans la province de l'Équateur en république démocratique du Congo.

## Géographie
Située sur les rives orientales du Lac Tumba, elle est desservie par la route nationale RN21 à 147 km au sud du chef-lieu provincial Mbandaka.

## Histoire
Le territoire est créé en 1947 par arrêté du gouverneur général.

## Administration
Chef-lieu territorial de 15 144 électeurs enrôlés pour les élections de 2018, la localité a le statut de commune rurale de moins de 80 000 électeurs, elle compte 7 conseillers municipaux en 2019.

## Population
Le recensement date de 1984,.
| 1984 | 2004  | 2012  |
| ---- | ----- | ----- |
| -    | 6 161 | 7 426 |